# قائمة محافظات لبنان
يتكون لبنان من 8 محافظات تعتبر التقسيم الأعلى للبلاد وتنقسم هذه المحافظات إلى أقضية (25 قضاء) تنقسم إلى بلديات (1,031)، يدير كل محافظة حاكم (محافظ) تعينه الحكومة اللبنانية.
نص قرار التقسيم الإداري الصادر عام 1959 على تقسيم لبنان إلى خمس محافظات هي بيروت وجبل لبنان ولبنان الشمالي ولبنان الجنوبي والبقاع، ثم صدر قرار بإنشاء محافظة النبطية فصلًا عن محافظة الجنوب في العام 1975. أنشئت محافظة عكار من محافظة الشمال ومحافظة بعلبك الهرمل من محافظة البقاع بحسب القانون رقم 522 بتاريخ 16 تموز/يوليو 2003، لكن لم لم يُعيَّن أول محافظ لكل من عكار وبعلبك الهرمل إلا في 2 أيار/مايو 2014. أنشئت محافظة كسروان جبيل فصلًا عن محافظة جبل لبنان بموجب القانون رقم 52 بتاريخ 7 أيلول/سبتمبر 2017 ومثل سابقتها تأخر تعيين محافظها حتى 11 حزيران/يونيو 2020.
محافظة بيروت هي الوحيدة التي ليس بها أقضية ومحافظة عكار هي الوحيدة التي بها قضاء واحد فقط (قضاء عكار). أما باقي المحافظات ففيها أكثر قضاء واحد، وأكثر محافظة بها أقضية هي محافظة الشمال بستة أقضية. مثلها البلديات فمحافظة بيروت ليس بها أي منها وتتصدر محافظة جبل لبنان باقي المحافظات إذ تضم 233 بلدية. محافظة كسروان جبيل هي الأقل سكانًا بعدد سكاني يبلغ 282,222 نسمة، وأكثرها محافظة جبل لبنان التي يبلغ تعدادها 1,520,016 نسمة. أما المساحة فمحافظة بيروت الأصغر إذ لا تتجاوز مساحتها 19.8 كيلومترًا مربعًا، وعلى النقيض من ذلك فالأكبر هي محافظة بعلبك الهرمل الأكبر بمساحة تبلغ 3,009 كيلومترات مربعة. وتُسجّل محافظة بيروت أعلى معدل للكثافة السكانية بمتوسط 21,881 نسمة لكل كيلومتر مربع، بينما يبلغ المعدل في محافظة بعلبك الهرمل أدنى كثافة سكانية نحو 121 نسمة لكل كيلومتر مربع تقريبًا.

## القائمة
| الاسم                           | العاصمة | أيزو 3166-2:LB | عدد الأقضية | عدد المدن | السكان    | المساحة （كم） | الكثافة السكانية （نسمة/كم） | الموقع في لبنان | الصورة                 | مرجع                            |
| ------------------------------- | ------- | -------------- | ----------- | --------- | --------- | -------------- | ---------------------------- | --------------- | ---------------------- | ------------------------------- |
| محافظة بعلبك الهرمل             | بعلبك   | LB-BH          | 2           | 83        | 457٬932   | 3٬009          | 152٫187                      |                 | أقواس معبد جوبيتر      | [ 9 ] [ 11 ]                    |
| محافظة البقاع                   | زحلة    | LB-BI          | 3           | 87        | 534٬342   | 1٬433          | 372٫883                      |                 | منظر لزحلة             | [ 12 ] [ 13 ]                   |
| محافظة بيروت                    | بيروت   | LB-BA          | 0           | 0         | 433٬249   | 19٫8           | 21٬881٫263                   |                 | رأس بيروت              | [ 6 ] [ 8 ]                     |
| محافظة جبل لبنان                | بعبدا   | LB-JL          | 4           | 233       | 1٬520٬016 | 1٬217          | 1٬248٫986                    |                 | منظر لبعبدا            | [ 14 ] [ 15 ] [ 1 ] [ 2 ] [ ا ] |
| محافظة الجنوب                   | صيدا    | LB-JA          | 3           | 147       | 590٬078   | 934            | 631٫775                      |                 | منظر لصيدا             | [ 17 ] [ 18 ]                   |
| محافظة الشمال                   | طرابلس  | LB-AS          | 6           | 144       | 790٬951   | 1٬237          | 639٫411                      |                 | نهر قاديشا بوسط طرابلس | [ 19 ] [ 20 ] [ ب ]             |
| محافظة عكار                     | حلبا    | LB-AK          | 1           | 125       | 423٬596   | 788            | 537٫558                      |                 | ساحل عكار              | [ 23 ] [ 22 ]                   |
| محافظة كسروان جبيل [الإنجليزية] | جونيه   | —              | 2           | 93        | 282٬222   | 722            | 390٫889                      |                 | أنقاض ميناء جبيل       | [ 1 ] [ 2 ] [ 16 ]              |
| محافظة النبطية                  | النبطية | LB-NA          | 4           | 119       | 383٬839   | 1٬058          | 362٫797                      |                 | قلعة الشقيف            | [ 24 ] [ 25 ]                   |